# 宗名世
宗名世（1544年—1623年），字良弼，號傅岩，南直隶揚州府興化县籍，應天府上元县人。明朝政治人物、進士出身。

## 生平
萬曆十六年（1588年）戊子科舉人，萬曆十七年（1589年）聯捷己丑科進士。兵部觀政，十八年八月授肥乡县知县，丁憂歸。二十三年调補香河县，二十五年左迁绍兴府学教授，二十七年入为国子监博士，二十八年升监丞，本年升工部营缮司主事，二十九年榷税荆州，三十一年丁憂。後因京察被革职为民。天啓元年（1621年）覃恩復職。

## 著作
著有《發蒙史略》、《含香堂文集》十卷。

## 家族
曾祖宗道，儒官。祖父宗節，貢士。父宗伊，貢士、县丞。
相传，宗名世在绍兴为官时，一次夜泊笔桥，睡梦中突见一自称为江淹的人，授其三支笔，曰：“使尔三世享文名”。后果如此梦，其祖孙三代均以文名。时人将宗元鼎、宗观、宗元豫、宗之瑾、宗之瑜并称为“广陵五宗”。
长子宗萬化，己酉举人，官景州知州、巩昌府同知、潮州府同知。少子宗灏，登癸未进士。諸孫元豫、元鼎、宗觀皆以文知名。